# Harald Franzki
Hans-Harald Franzki (* 27. Oktober 1924 in Breslau; † 25. Juli 2005 in Celle) war ein deutscher Jurist.

## Leben
Sein Vater war der Reichsanwalt Paul Franzki (* 1891; 1947 für tot erklärt). Nach dem Besuch des Gymnasiums in Berlin nahm er ab 1942, zuletzt als Leutnant, am Zweiten Weltkrieg teil. Von 1947 bis 1951 studierte er Rechts- und Staatswissenschaften an der Technischen Hochschule Stuttgart und an der Universität Göttingen.
Franzki trat 1955 in den Justizdienst des Landes Niedersachsen ein. Er war zweimal an das niedersächsische Justizministerium abgeordnet (1958–1960/1964–68). Bis zu seinem Ruhestand 1989 versah er zahlreiche Richterämter. Am Oberlandesgericht Celle, dessen Präsident er von 1976 bis 1989 war, saß er dem Senat für Arzthaftungsrecht vor. Als Experte für Sachverständigenrecht bildete er zahlreiche, insbesondere ärztliche Sachverständige aus.
Er widmete sich daneben rechtshistorischen Untersuchungen zu Deutschen Juristen jüdischer Herkunft. Des Weiteren befasste sich Franzki mit der Aufarbeitung der NS-Justiz. Hierbei kam es zum Streit mit der Gewerkschaft ÖTV. Nach einer Tagung der Deutschen Richterakademie zur NS-Justiz im Dezember 1983 in Trier wurde Franzki von der „Fachgruppe Richter und Staatsanwälte in der ÖTV“ zu Unrecht beschuldigt, die Anzahl der in Auschwitz ermordeten Juden kleingerechnet zu haben. Dieser Vorwurf entspricht nicht der Wahrheit, weil Franzki in seiner Rede sagte: „Nach einem Geständnis des Lagerkommandanten Höß sollen allein von 1942 bis Anfang 1944 ca. 2,5 Millionen Menschen getötet worden sein. Hier besteht allerdings der Verdacht, daß er mit seiner Schätzung aus unverständlicher Prahlsucht zu hoch gegriffen hat. Immerhin dürfte die Zahl der Opfer nach den gerichtlichen Feststellungen in Auschwitz erheblich über einer Million liegen.“ Friedrich Karl Fromme, Leiter des Ressorts Innenpolitik der Frankfurter Allgemeinen Zeitung mit dem besonderen Schwerpunkt Rechtspolitik, entkräftete diesen Vorwurf 1984 in der FAZ.
Das Oberlandesgericht Celle arbeitete unter Harald Franzkis Leitung anlässlich des 275-jährigen Jubiläums des Gerichts als erstes Oberlandesgericht Deutschlands seine NS-Vergangenheit unter voller Namensnennung der Beteiligten in einer Festschrift auf.
Franzki übernahm zahlreiche Funktionen des Deutschen Juristentages, welchen er 1990 und 1992 als Präsident leitete. Franzki war von 1988 bis 1993 Vorsitzender der Ständigen Deputation.
Er war von 1976 bis 1990 (bis 1988 als stellvertretendes Mitglied) als Richter am niedersächsischen Landesverfassungsgericht ehrenamtlich tätig.
Für seine Verdienste wurde ihm das Große Verdienstkreuz 1990 verliehen.

## Schriften (Auswahl)
- Der Arzthaftungsprozess: Ein Leitfaden für die Praxis unter Berücksichtigung der Rechtsprechung. VVW, Karlsruhe 1984, ISBN 3-88487-055-6.
- Hrsg. mit Helmut Heinrichs, Klaus Schmalz, Michael Stolleis: Deutsche Juristen jüdischer Herkunft. Beck, München 1993, ISBN 3-406-36960-X.
- 275 Jahre Oberappellationsgericht – Oberlandesgericht Celle 1711–1986. Cellesche Zeitung Schweugler & Pick Verlag Pfingsten KG, Celle 1986.